# Oro Valley, Arizona
Oro Valley är en stad (town) i Pima County, i delstaten Arizona, USA. Enligt United States Census Bureau har staden en folkmängd på 41 335 invånare (2011) och en landarea på 92 km².